# Atletism la Jocurile Olimpice de vară din 2024 - 4x100 m (masculin)
Proba de atletism 4x100 m masculin de la Jocurile Olimpice de vară din 2024 a avut loc în perioada 8 - 9 august 2024 pe Stade de France.

## Recorduri
Înaintea acestei competiții, recordurile mondiale și olimpice erau următoarele:
| Record  | Atlet                                                           | Timp  | Loc                    | Data           |
| ------- | --------------------------------------------------------------- | ----- | ---------------------- | -------------- |
| Mondial | Jamaica (Nesta Carter, Michael Frater, Yohan Blake, Usain Bolt) | 36,84 | Londra, Marea Britanie | 11 august 2012 |
| Olimpic | Jamaica (Nesta Carter, Michael Frater, Yohan Blake, Usain Bolt) | 36,84 | Londra, Marea Britanie | 11 august 2012 |

## Program
Orele sunt ora Franței (UTC+1) 
| Data                  | Oră   | Etapă      |
| --------------------- | ----- | ---------- |
| Joi, 8 august 2024    | 11:35 | Primul tur |
| Vineri, 9 august 2024 | 19:45 | Finala     |

## Rezultate

### Primul tur
S-au calificat în finală primele trei echipe din fiecare serie (C) și următoarele două echipe cu cel mai bun timp (c).

#### Seria 1
| Loc | Culoar | Țară                       | Atleți                                                                  | Reacție la start | Timp  | Note  |
| --- | ------ | -------------------------- | ----------------------------------------------------------------------- | ---------------- | ----- | ----- |
| 1   | 6      | Statele Unite ale Americii | Christian Coleman, Fred Kerley, Kyree King, Courtney Lindsey            | 0,122            | 37,47 | C     |
| 2   | 4      | Africa de Sud              | Bayanda Walaza, Shaun Maswanganyi, Bradley Nkoana, Akani Simbine        | 0,155            | 37,94 | C, SB |
| 3   | 5      | Marea Britanie             | Jeremiah Azu, Louie Hinchliffe, Richard Kilty, Nethaneel Mitchell-Blake | 0,133            | 38,04 | C, SB |
| 4   | 7      | Japonia                    | Abdul Hakim Sani Brown, Hiroki Yanagita, Yoshihide Kiryu, Koki Ueyama   | 0,141            | 38,06 | c, SB |
| 5   | 8      | Italia                     | Matteo Melluzzo, Marcell Jacobs, Fausto Desalu, Filippo Tortu           | 0,144            | 38,07 | c     |
| 6   | 9      | Australia                  | Lachlan Kennedy, Jacob Despard, Calab Law, Joshua Azzopardi             | 0,156            | 38,12 | RC    |
| 7   | 2      | Nigeria                    | Favour Ashe, Kayinsola Ajayi, Alaba Akintola, Usheoritse Itsekiri       | 0,169            | 38,20 |       |
| 8   | 3      | Olanda                     | Onyema Adigida, Taymir Burnet, Nsikak Ekpo, Elvis Afrifa                | 0,157            | 38,48 |       |

#### Seria 2
| Loc | Culoar | Țară     | Atleți                                                                     | Reacție la start | Timp  | Note |
| --- | ------ | -------- | -------------------------------------------------------------------------- | ---------------- | ----- | ---- |
| 1   | 5      | China    | Deng Zhijian, Xie Zhenye, Yan Haibin, Chen Jiapeng                         | 0,139            | 38,24 | C    |
| 2   | 7      | Franța   | Méba-Mickaël Zeze, Jeff Erius, Ryan Zeze, Pablo Matéo                      | 0,157            | 38,34 | C    |
| 3   | 6      | Canada   | Aaron Brown, Jerome Blake, Brendon Rodney, Andre De Grasse                 | 0,174            | 38,39 | C    |
| 4   | 8      | Jamaica  | Ackeem Blake, Jelani Walker, Jehlani Gordon, Kishane Thompson              | 0,155            | 38,45 | SB   |
| 5   | 9      | Germania | Kevin Kranz, Owen Ansah, Yannick Wolf, Lucas Ansah-Perpah                  | 0,151            | 38,53 |      |
| 6   | 3      | Brazilia | Gabriel Garcia, Felipe Bardi, Erik Cardoso, Renan Correa                   | 0,159            | 38,73 |      |
| 7   | 2      | Liberia  | Jabez Reeves, Emmanuel Matadi, John Sherman, Joseph Fahnbulleh             | 0,151            | 38,97 |      |
|     | 4      | Ghana    | Abdul-Rasheed Saminu, Benjamin Azamati, Ibrahim Fuseini, Joseph Paul Amoah | 0,214            | DS    |      |

### Finala
| Loc | Culoar | Țară                       | Atleți                                                                   | Reacție la start | Timp  | Note |
| --- | ------ | -------------------------- | ------------------------------------------------------------------------ | ---------------- | ----- | ---- |
| 1   | 9      | Canada                     | Aaron Brown, Jerome Blake, Brendon Rodney, Andre De Grasse               | 0,155            | 37,50 | SB   |
| 2   | 7      | Africa de Sud              | Bayanda Walaza, Shaun Maswanganyi, Bradley Nkoana, Akani Simbine         | 0,153            | 37,57 | RC   |
| 3   | 4      | Marea Britanie             | Jeremiah Azu, Louie Hinchliffe, Nethaneel Mitchell-Blake, Zharnel Hughes | 0,162            | 37,61 | SB   |
| 4   | 2      | Italia                     | Matteo Melluzzo, Marcell Jacobs, Lorenzo Patta, Filippo Tortu            | 0,142            | 37,68 | SB   |
| 5   | 3      | Japonia                    | Ryuichiro Sakai, Abdul Hakim Sani Brown, Yoshihide Kiryū, Koki Ueyama    | 0,130            | 37,78 | SB   |
| 6   | 6      | Franța                     | Méba-Mickaël Zeze, Jeff Erius, Ryan Zeze, Pablo Matéo                    | 0,153            | 37,81 | SB   |
| 7   | 8      | China                      | Deng Zhijian, Xie Zhenye, Yan Haibin, Chen Jiapeng                       | 0,160            | 38,06 | SB   |
| -   | 5      | Statele Unite ale Americii | Christian Coleman, Kenny Bednarek, Kyree King, Fred Kerley               | 0,138            | DS    |      |